# Ministero della salute (Argentina)
Il Ministero della salute (in spagnolo Ministerio de Salud) è un dicastero del governo dell'Argentina responsabile della gestione e del coordinamento del sistema sanitario nazionale.
L'attuale ministro è Mario Lugones, in carica dal 30 settembre 2021.

## Storia
La gestione della sanità pubblica iniziò con la creazione del Segretariato della sanità pubblica il 26 maggio 1946. Con la riforma costituzionale del 1949, voluta dal Presidente Juan Domingo Perón, il Segretariato fu trasformato in Ministero e il primo ministro nominato fu il neurochirurgo e neurobiologo Ramón Carrillo.
Con il colpo di Stato del 1955 il Ministero confluì nel neonato Ministero dell'assistenza sociale per esser poi soppresso nel corso dello stesso anno dal Presidente Pedro Eugenio Aramburu. Tre anni dopo il Presidente Arturo Frondizi reistituì il Ministero dell'assistenza sociale e della salute pubblica, soppresso nuovamente nel 1966 da Juan Carlos Onganía e accorpato al Ministero del benessere sociale.

## Elenco dei ministri
| N°                                                                    | Ministro                                    | Partito                                     | Partito                                     | Mandato                                     | Presidente                                  | Presidente                                  |
| Ministero della salute pubblica (1949–1955)                           | Ministero della salute pubblica (1949–1955) | Ministero della salute pubblica (1949–1955) | Ministero della salute pubblica (1949–1955) | Ministero della salute pubblica (1949–1955) | Ministero della salute pubblica (1949–1955) | Ministero della salute pubblica (1949–1955) |
| --------------------------------------------------------------------- | ------------------------------------------- | ------------------------------------------- | ------------------------------------------- | ------------------------------------------- | ------------------------------------------- | ------------------------------------------- |
| 1                                                                     | Ramón Carrillo                              |                                             | Partito Peronista                           | 11 marzo 1949 – 27 luglio 1954              |                                             | Juan Domingo Perón                          |
| 2                                                                     | Raúl Conrado Bevacqua                       |                                             | Partito Peronista                           | 27 luglio 1954 – 21 settembre 1955          |                                             | Juan Domingo Perón                          |
| Ministero dell'assistenza sociale e della sanità pubblica (1958–1966) |                                             |                                             |                                             |                                             |                                             |                                             |
| 3                                                                     | Héctor Noblía                               |                                             | Unione Civica Radicale                      | 1° maggio 1958 – 26 marzo 1962              |                                             | Arturo Frondizi                             |
| 4                                                                     | Tiburcio Padilla                            |                                             | Unione Civica Radicale                      | 26 marzo 1962 – 1° luglio 1963              |                                             | Arturo Frondizi                             |
| 4                                                                     | Tiburcio Padilla                            | José María Guido                            | Unione Civica Radicale                      | 26 marzo 1962 – 1° luglio 1963              |                                             |                                             |
| 5                                                                     | Horacio Rodríguez Castells                  |                                             | Indipendente                                | 1° luglio 1963 – 12 ottobre 1963            |                                             |                                             |
| 6                                                                     | Arturo Oñativia                             |                                             | Unione Civica Radicale                      | 12 ottobre 1963 – 28 giugno 1966            |                                             | Arturo Illia                                |
| Ministero della salute pubblica e dell'ambiente (1981–1983)           |                                             |                                             |                                             |                                             |                                             |                                             |
| 7                                                                     | Amílcar Argüelles                           |                                             | Indipendente (Militare)                     | 29 marzo 1981 – 12 dicembre 1981            |                                             | Roberto Viola                               |
| 8                                                                     | Horacio Rodríguez Castells                  |                                             | Indipendente                                | 12 dicembre 1981 – 10 dicembre 1983         |                                             | Leopoldo Galtieri                           |
| 8                                                                     | Horacio Rodríguez Castells                  | Reynaldo Bignone                            | Indipendente                                | 12 dicembre 1981 – 10 dicembre 1983         |                                             |                                             |
| Ministero della salute e dell'azione sociale (1983–2001)              |                                             |                                             |                                             |                                             |                                             |                                             |
| 9                                                                     | Aldo Neri                                   |                                             | Unione Civica Radicale                      | 10 dicembre 1983 – 15 aprile 1986           |                                             | Raúl Alfonsín                               |
| 10                                                                    | Conrado Storani                             |                                             | Unione Civica Radicale                      | 15 aprile 1986 – 16 settembre 1987          |                                             | Raúl Alfonsín                               |
| 11                                                                    | Ricardo Barrios Arrechea                    |                                             | Unione Civica Radicale                      | 16 settembre 1987 – 26 maggio 1989          |                                             | Raúl Alfonsín                               |
| 12                                                                    | Enrique Beveraggi                           |                                             | Unione Civica Radicale                      | 26 maggio 1989 – 8 luglio 1989              |                                             | Raúl Alfonsín                               |
| 13                                                                    | Julio Corzo                                 |                                             | Partito Giustizialista                      | 8 luglio 1989 – 23 settembre 1989           |                                             | Carlos Menem                                |
| 14                                                                    | Antonio Erman González                      |                                             | Partito Giustizialista                      | 23 settembre 1989 – 14 dicembre 1989        |                                             | Carlos Menem                                |
| 15                                                                    | Eduardo Bauzá                               |                                             | Partito Giustizialista                      | 14 dicembre 1989 – 20 settembre 1990        |                                             | Carlos Menem                                |
| 16                                                                    | Alberto Kohan                               |                                             | Partito Giustizialista                      | 20 settembre 1990 – 16 gennaio 1991         |                                             | Carlos Menem                                |
| 17                                                                    | Avelino Porto                               |                                             | Indipendente                                | 16 gennaio 1991 – 3 dicembre 1991           |                                             | Carlos Menem                                |
| 18                                                                    | ìJulio César Aráoz                          |                                             | Partito Giustizialista                      | 3 dicembre 1991 – 22 aprile 1993            |                                             | Carlos Menem                                |
| 19                                                                    | Alberto José Mazza                          |                                             | Partito Giustizialista                      | 22 aprile 1993 – 10 dicembre 1999           |                                             | Carlos Menem                                |
| 20                                                                    | Héctor Lombardo                             |                                             | Unione Civica Radicale                      | 10 dicembre 1999 – 20 dicembre 2001         |                                             | Fernando de la Rúa                          |
| Ministero della salute e dell'ambiente (2001–2007)                    |                                             |                                             |                                             |                                             |                                             |                                             |
| 21                                                                    | Ginés González García                       |                                             | Partito Giustizialista                      | 2 gennaio 2002 – 10 dicembre 2007           |                                             | Eduardo Duhalde                             |
| 21                                                                    | Ginés González García                       | Néstor Kirchner                             | Partito Giustizialista                      | 2 gennaio 2002 – 10 dicembre 2007           |                                             |                                             |
| Ministero della salute (2007–2018)                                    |                                             |                                             |                                             |                                             |                                             |                                             |
| 22                                                                    | Graciela Ocaña                              |                                             | Indipendente                                | 10 dicembre 2007 – 29 giugno 2009           |                                             | Cristina Fernández de Kirchner              |
| 23                                                                    | Juan Luis Manzur                            |                                             | Partito Giustizialista                      | 29 giugno 2009 – 26 febbraio 2015           |                                             | Cristina Fernández de Kirchner              |
| 24                                                                    | Daniel Gollán                               |                                             | Indipendente                                | 26 febbraio 2015 – 10 dicembre 2015         |                                             | Cristina Fernández de Kirchner              |
| 25                                                                    | Jorge Lemus                                 |                                             | Proposta Repubblicana                       | 10 dicembre 2015 – 21 novembre 2017         |                                             | Mauricio Macri                              |
| 26                                                                    | Adolfo Rubinstein                           |                                             | Unione Civica Radicale                      | 21 novembre 2017 – 5 settembre 2018         |                                             | Mauricio Macri                              |
| Ministero della salute e dello sviluppo sociale (2018–2019)           |                                             |                                             |                                             |                                             |                                             |                                             |
| 27                                                                    | Carolina Stanley                            |                                             | Proposta Repubblicana                       | 5 settembre 2018 – 10 dicembre 2019         |                                             | Mauricio Macri                              |
| Ministero della salute (dal 2019)                                     |                                             |                                             |                                             |                                             |                                             |                                             |
| 28                                                                    | Ginés González García                       |                                             | Partito Giustizialista                      | 10 dicembre 2019 – 19 febbraio 2021         |                                             | Alberto Fernández                           |
| 29                                                                    | Carla Vizzotti                              |                                             | Indipendente                                | 20 febbraio 2021 – 10 dicembre 2023         |                                             | Alberto Fernández                           |
| 30                                                                    | Mario Russo                                 |                                             | Indipendente                                | 10 dicembre 2023 – 27 settembre 2024        |                                             | Javier Milei                                |
| 31                                                                    | Mario Lugones                               |                                             | Indipendente                                | 30 settembre 2024 – in carica               |                                             | Javier Milei                                |